# Справедливий поділ
Справедливий поділ, також відомий як задача чесного розподілу пирога, є задачею поділу ресурсу в такий спосіб, що всі отрумувачі вважають, що вони отримали справедливу частку ресурсу. Ця проблема полегшується, коли отримувачі мають різні міри цінності частин ресурсу: у версії з розподілом пирога, один отримувач може надати перевагу марципану, ще одному подобаються черешні тощо, і тільки тоді, n отримувачів можуть дістати навіть більше ніж одну n-ту цінності пирога для кожного з них. З іншого боку, наявність різних мір відкриває потужний потенціал (скриньку Пандори) для багатьох складних питань та напрямків подальщих досліджень.
Існує багато варіантів задачі. Означення 'справедливий' може просто значити, що вони отримують принаймні їхню справедливу пропорцію, або сильніші вимоги, такі як свобода від заздрості необхідно задовольнити. Теоретичний алгоритм головним чином має справу з благами, що можуть бути поділені без втрати цінності. Поділ неподільних благ, як наприклад у розлученні, є основною практичною проблемою. Поділ обов’язків є варіантом, де блага не є бажаними. 
Справедливий поділ часто використовується для посилань на найпростіший варіант. Ця версія має назву тут як пропорційний поділ або простий справедливий поділ.
Більшість з того, що в повсякденні називається справедливим поділом, не розглядається як таке теорією через використання арбітрації. Такий різновид ситуації трапляється досить часто з математичними теоріями, що носять назви практичних проблем. Рішення у Талмуді щодо права на майно господарства, що збанкрутувало, відображають деякі достатньо складні ідеї щодо справедливості, і більшість людей вважали б їх справедливими. Проте вони є результатом правничих дебатів рабинів, ніж поділів згідно з оцінками заявників.

Berlin divided by the Potsdam Conference

## Подальше читання
- Steven J. Brams and Alan D. Taylor (1996). Fair Division - From cake-cutting to dispute resolution Cambridge University Press. ISBN 0-521-55390-3
- Jack Robertson and William Webb (1998). Cake-Cutting Algorithms: Be Fair If You Can, AK Peters Ltd,  . ISBN 1-56881-076-8.

## Зовнішні посилання
- Short essay about the cake-cutting problem [Архівовано 19 квітня 2005 у Wayback Machine.] by S. Abbas Raza of 3 Quarks Daily.
- Fair Division from the Discrete Mathematics Project at the University of Colorado at Boulder.
- The Fair Division Calculator (Java applet) at Harvey Mudd College
- Fair Division: Method of Lone Divider [Архівовано 17 лютого 2010 у Wayback Machine.]
- Fair Division: Method of Markers [Архівовано 25 січня 2010 у Wayback Machine.]
- Fair Division: Method of Sealed Bids [Архівовано 11 лютого 2010 у Wayback Machine.]
- Vincent P. Crawford (1987). "fair division," The New Palgrave: A Dictionary of Economics, v. 2, pp.  274-75.
- Hal Varian (1987). "fairness," The New Palgrave: A Dictionary of Economics, v. 2, pp.  275-76.
- Bryan Skyrms (1996). The Evolution of the Social Contract Cambridge University Press. ISBN 9780521555838